# Persone di nome Erin
| Questa pagina contiene informazioni ricavate automaticamente dalle voci biografiche con l'ausilio del template Bio e di un bot. L'aggiornamento è periodico e automatico e ricostruisce completamente la pagina. Se manca una persona in questa lista, sei pregato di non aggiungerla, ma accertati piuttosto che la sua voce biografica contenga il template Bio e che i dati anagrafici siano correttamente compilati. Se il template Bio manca, inseriscilo tu stesso o, in alternativa, metti l'avviso {{tmp\|Bio}} che ne segnala la mancanza. Se i dati riportati sono sbagliati, correggi direttamente la voce biografica; le modifiche saranno visibili in questa lista entro pochi giorni. Per chiarimenti vedi il progetto antroponimi. La lista contiene solo le 67 persone che sono citate nell'enciclopedia e per le quali è stato implementato correttamente il template Bio. Pagina aggiornata al 22 giu 2025. |

Questa è una lista di persone presenti nell'enciclopedia che hanno il nome Erin, suddivise per attività principale.

## Artiste(1)
- Erin Morgenstern, artista e scrittrice statunitense (n. 1978)

## Attiviste(1)
- Erin Brockovich, attivista statunitense (Lawrence, n. 1960)

## Attori(1)
- Erin Blunt, attore statunitense (Los Angeles, n. 1963)

## Attrici(21)
- Erin Cahill, attrice statunitense (Stafford, n. 1980)
- Erin Cardillo, attrice e sceneggiatrice statunitense (White Plains, n. 1977)
- Erin Chambers, attrice statunitense (Portland, n. 1979)
- Erin Cottrell, attrice statunitense (Yardley, n. 1975)
- Erin Cummings, attrice statunitense (Huntsville, n. 1977)
- Erin Daniels, attrice statunitense (St. Louis, n. 1973)
- Erin Davie, attrice e cantante statunitense (Nashville, n. 1977)
- Grey DeLisle, attrice, cantante e doppiatrice statunitense (Fort Ord, n. 1973)
- Erin Dilly, attrice e cantante statunitense (Royal Oak, n. 1972)
- Erin Doherty, attrice britannica (Crawley, n. 1992)
- Erin Fleming, attrice canadese (New Liskeard, n. 1941 - Los Angeles, † 2003)
- Erin Gray, attrice statunitense (Honolulu, n. 1950)
- Erin Karpluk, attrice canadese (Jasper, n. 1978)
- Erin Kellyman, attrice britannica (Tamworth, n. 1998)
- Erin Krakow, attrice statunitense (Filadelfia, n. 1984)
- Erin Moran, attrice statunitense (Burbank, n. 1960 - Corydon, † 2017)
- Erin Moriarty, attrice statunitense (New York, n. 1994)
- Erin Murphy, attrice statunitense (Encino, n. 1964)
- Erin O'Brien-Moore, attrice statunitense (Los Angeles, n. 1902 - Los Angeles, † 1979)
- Erin Richards, attrice gallese (Penarth, n. 1986)
- Erin Sanders, attrice statunitense (Santa Monica, n. 1991)

## Attrici pornografiche(1)
- Faye Runaway, ex attrice pornografica statunitense (Detroit, n. 1987)

## Bobbiste(1)
- Erin Pac, bobbista statunitense (Farmington, n. 1980)

## Calciatori(1)
- Erin Barnett, calciatore gibilterriano (Gibilterra, n. 1996)

## Calciatrici(3)
- Erin Cuthbert, calciatrice scozzese (Irvine, n. 1998)
- Erin McLeod, calciatrice canadese (Saint Albert, n. 1983)
- Erin Nayler, calciatrice neozelandese (Auckland, n. 1992)

## Canottiere(1)
- Erin Cafaro, canottiera statunitense (Modesto, n. 1983)

## Cantanti(2)
- Erin Anttila, cantante finlandese (Helsinki, n. 1977)
- Ryn Weaver, cantante statunitense (Encinitas, n. 1992)

## Cestiste(8)
- Erin Alexander, ex cestista statunitense (Santa Ynez, n. 1975)
- Erin Buescher, ex cestista statunitense (San Francisco, n. 1979)
- Erin Grant, ex cestista e allenatrice di pallacanestro statunitense (Arlington, n. 1984)
- Erin Lawless, ex cestista statunitense (Chicago, n. 1985)
- Erin McGarrachan, cestista britannica (Glasgow, n. 1992)
- Erin Phillips, ex cestista e allenatrice di pallacanestro australiana (Melbourne, n. 1985)
- Erin Rooney, ex cestista neozelandese (Christchurch, n. 1990)
- Erin Thorn, ex cestista e allenatrice di pallacanestro statunitense (Orem, n. 1981)

## Drammaturghe(1)
- Erin Cressida Wilson, drammaturga, sceneggiatrice e insegnante statunitense (San Francisco, n. 1964)

## Giocatori di football americano(1)
- Erin Henderson, ex giocatore di football americano statunitense (Aberdeen, n. 1986)

## Giornaliste(1)
- Erin Andrews, giornalista statunitense (Lewiston, n. 1978)

## Insegnanti(1)
- Erin Gruwell, insegnante e scrittrice statunitense (Glendora, n. 1969)

## Mezzofondiste(1)
- Erin Wallace, mezzofondista britannica (n. 2000)

## Modelle(4)
- Erin Brady, modella statunitense (East Hampton, n. 1987)
- Erin Heatherton, supermodella e attrice statunitense (Skokie, n. 1989)
- Erin O'Connor, supermodella britannica (Brownhills, n. 1978)
- Erin Wasson, supermodella e attrice statunitense (Irving, n. 1982)

## Nuotatrici(2)
- Erin Gemmell, nuotatrice statunitense (Potomac, n. 2004)
- Erin Phenix, ex nuotatrice statunitense (Cincinnati, n. 1981)

## Pallavoliste(4)
- Erin Aldrich, ex pallavolista e altista statunitense (Dallas, n. 1977)
- Erin Fairs, pallavolista statunitense (Houston, n. 1994)
- Erin Johnson, pallavolista statunitense (Crystal Lake, n. 1990)
- Erin Moore, ex pallavolista e allenatrice di pallavolo statunitense (Tiffin, n. 1982)

## Pattinatrici di velocità su ghiaccio(1)
- Erin Jackson, pattinatrice di velocità su ghiaccio statunitense (Ocala, n. 1992)

## Pistard(1)
- Erin Hartwell, ex pistard statunitense (Filadelfia, n. 1969)

## Politiche(1)
- Erin Houchin, politica statunitense (Salem, n. 1976)

## Politici(1)
- Erin O'Toole, politico canadese (Montréal, n. 1973)

## Sciatrici alpine(1)
- Erin Mielzynski, ex sciatrice alpina canadese (Brampton, n. 1990)

## Scrittrici(2)
- Erin Pizzey, scrittrice britannica (Qingdao, n. 1939)
- Erin Entrada Kelly, scrittrice statunitense (Lake Charles, n. 1977)

## Slittiniste(1)
- Erin Hamlin, ex slittinista statunitense (New Hartford, n. 1986)

## Tenniste(1)
- Erin Routliffe, tennista neozelandese (Auckland, n. 1995)

## Triatlete(2)
- Erin Baker, ex triatleta neozelandese (Kaiapoi, n. 1961)
- Erin Densham, triatleta australiana (Sydney, n. 1985)